# Crataegus margarettae
Crataegus margarettae — вид квіткових рослин із родини трояндових (Rosaceae).

## Біоморфологічна характеристика
Це кущ 60–70 дм заввишки. Нові гілочки голі, коричнево-сірі, старші тьмяно-сірі; колючки на гілочках від мало до численних, прямі або вигнуті, однорічні чорнуваті, ± блискучі, тонкі, 2.5–5 см. Листки: ніжки листків 30–60% від довжини пластин, голі, спочатку зазвичай з дрібними залозками, стають залозистими; листові пластини від зелених до блакитно-зелених, майже кулясті, яйцюваті чи зворотно-яйцюваті, рідше від еліптично-ромбічних до еліптичних або ланцетно-еліптичних, 3–5 см (менш як 2.5 у var. meiophylla), основа від клиноподібної до закругленої до широко клиноподібної, часточок 1–3 (або 4) на кожному боці, верхівки часток від тупих до кутастих, нижня поверхня гола, верхня поверхня ± рідко щільно притиснуто-коротко-запушена молодою, потім майже гола. Суцвіття 6–15-квіткові. Квітки (8)12–17 мм у діаметрі; гіпантій голий; чашолистки вузько-трикутні, 4–5 мм; тичинок 20; пиляки кольору слонової кістки. Яблука жовті, оранжево-червоні, червоні або тьмяно-бордові, від широко-еліпсоїдних до майже кулястих, 7–12 мм у діаметрі. 2n = 34.

## Ареал
Зростає у північно-східній частині США (Айова, Іллінойс, Індіана, Кентуккі, Меріленд, Мічиган, Міссурі, Нью-Йорк, Огайо, Пенсильванія, Теннессі, Вірджинія, Вісконсин, Західна Вірджинія) й південно-східній частині Канади (Онтаріо).